# گریسلی
گریسلی (به انگلیسی: Greasley) یک روستا و محله مدنی در بریتانیا است که در بروکستاو واقع شده‌است.